# Portrait in Black and White
Albums par Martial Solal
In and Out
(2000) NY-1: Live at the Village Vanguard
(2003)
Albums par Éric Le Lann
Today I Fell in Love
(1998) Origines
(2005)
Portrait in Black and White est un album de jazz français en duo du pianiste Martial Solal et du trompettiste Éric Le Lann.

## Historique de l'album
Les deux musiciens partagent la scène de puis 1981, année où Martial Solal monte un big band qui intègre Éric Le Lann. Ils ont régulièrement joué ensemble depuis, et leur entente musicale est remarquable : Le Lann est un des interlocuteurs préférés de Solal en duo.
L'album a été enregistré au festival Jazz à Vannes en 1999, publié en 2000, puis réédité en 2006.
Il a été salué par la critique musicale. Pour Francis Marmande (Le Monde), « leur duo […] est une merveille : standards, relances, aisance, science, sapience, tout au sommet, avec cette jubilation du pianiste dans les basses et les « pompes » royales ». Pour Guillaume Lagrée (Citizen Jazz ), c'est « une conversation entre deux amis de longue date ». Il compare Portrait in Black and White avec Rue de Seine, album en duo avec Dave Douglas, trompettiste que Solal rencontrait pour la première fois, et regrette que Rue de Seine manque de la complicité palpable avec Le Lann.

## Pistes
| No | Titre                           | Musique                                               | Durée |
| -- | ------------------------------- | ----------------------------------------------------- | ----- |
| 1. | The Man I Love                  | George Gershwin et Ira Gershwin                       | 7:14  |
| 2. | Portrait in black and white     | Antônio Carlos Jobim                                  | 6:42  |
| 3. | 'Round About Midnight           | Thelonious Monk                                       | 8:48  |
| 4. | Well, You Needn't               | Thelonious Monk                                       | 7:36  |
| 5. | Body and Soul                   | Edward Heyman, Robert Sour, Frank Eyton, Johnny Green | 7:35  |
| 6. | Le Bleu D'Hortense              | Martial Solal                                         | 4:21  |
| 7. | Que reste-t-il de nos amours ?  | Charles Trenet                                        | 5:25  |
| 8. | Invitation                      | Bronisław Kaper                                       | 7:39  |
| 9. | What Is This Thing Called Love? | Cole Porter                                           | 5:10  |

## Musiciens
- Martial Solal : piano
- Éric Le Lann : trompette